# Аргус (подводный обитаемый аппарат)
Подводный обитаемый аппарат «А́ргус» (ПОА «Аргус») — советский научно-исследовательский глубоководный обитаемый аппарат (ГОА) для океанологических исследований, сбора геологических образцов и других подводных работ на малых и средних глубинах. Спроектирован и построен Опытно-конструкторским бюро океанологической техники «Подводно-технические средства» АН СССР в 1975 году.

## Описание
- Рабочая глубина до 0,6 километра.
- Экипаж — 3 человека.

Стоянка была в Голубой бухте около города Геленджик, в Чёрном море.
Принадлежал Южному отделению Института океанологии имени П. П. Ширшова РАН.
В настоящее время находится в качестве экспоната в Москве, у здания Геологическом Музее им. В. И. Вернадского РАН.

## Разработка
Спроектирован и построен Опытно-конструкторским бюро океанологической техники (ОКБ ОТ) АН СССР.
- Главный конструктор — Н. Гребцов
- Ведущие конструкторы — Е. Павлюченко, А. Сидоров (электрика), И. М. Босак (легкий корпус), В. Фокин (главный гидравлик)
- Инженеры — О. Устинова, С. Кузнецова
- Руководитель испытаний лета 1975 года — В. Бровко.

## Эксплуатация

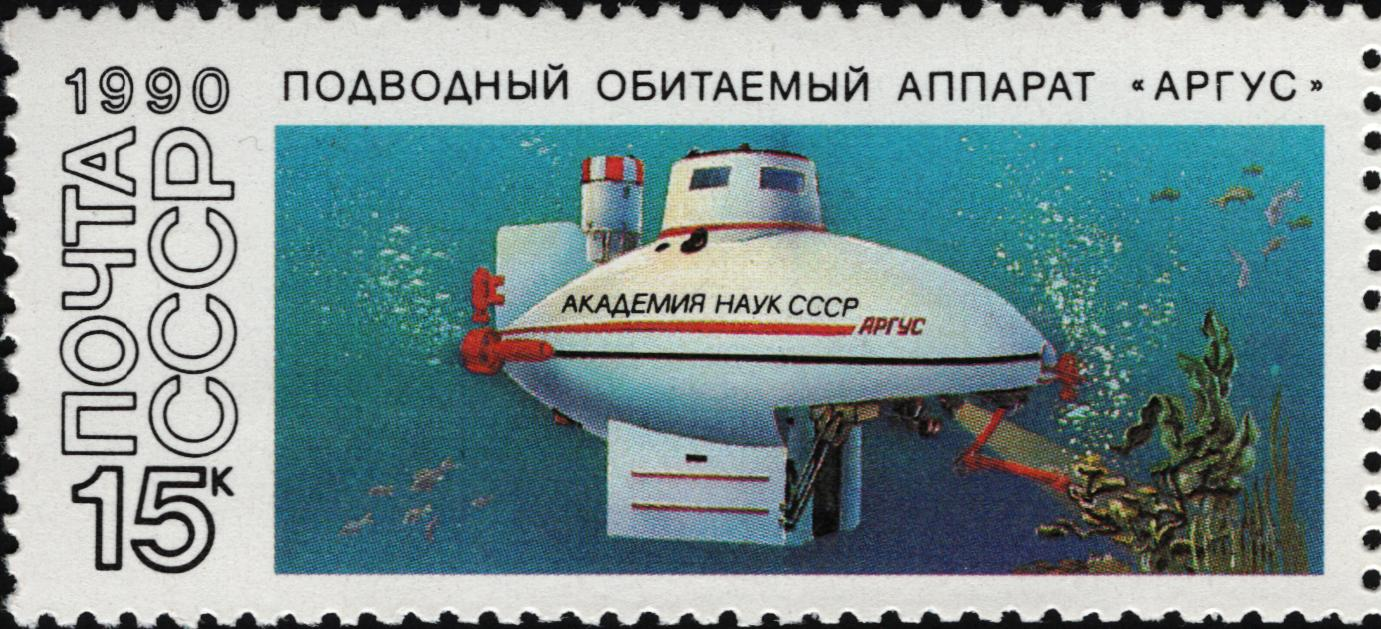
Почтовая марка, 1990 г.

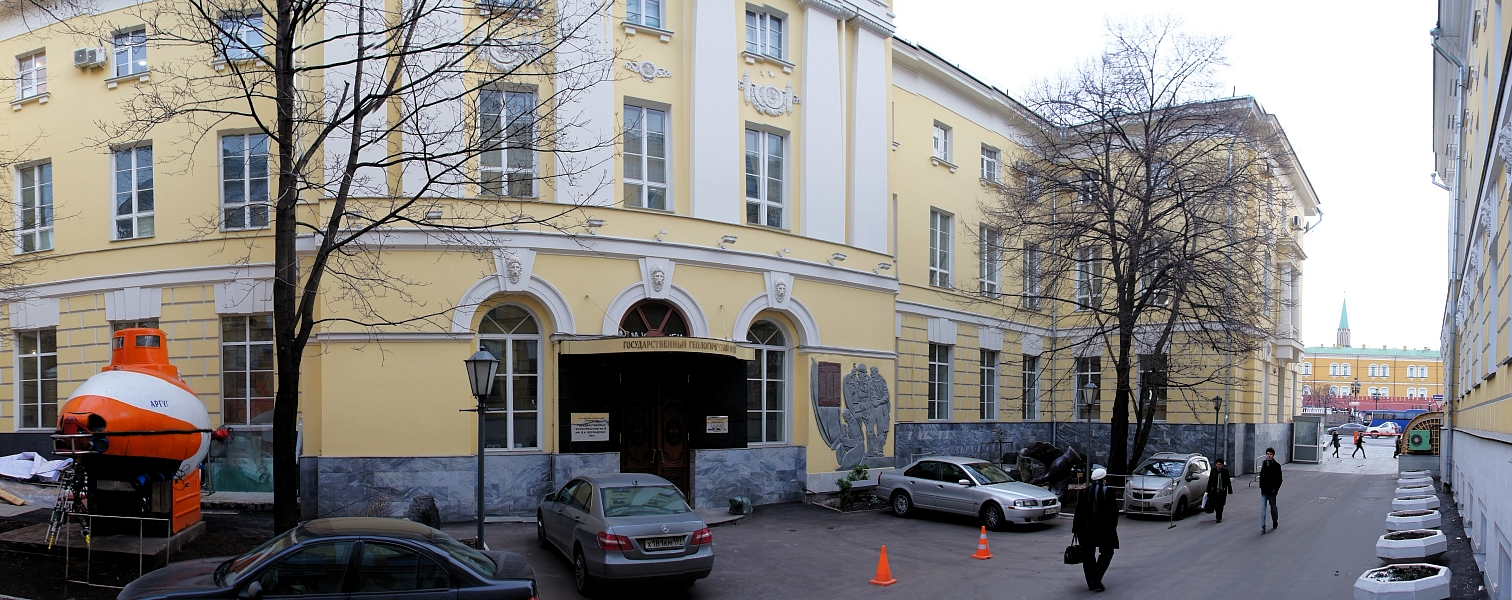
«Аргус» у Геологического музея в Москве, 2013 г.

Работал во многих экспедициях Института океанологии АН СССР, среди них:
- 1978 — проведение геолого-биологических исследований дна Голубой бухты и Новороссийской бухте по заданию Музея истории города Новороссийска.
- 1979—1981 — погружения в Чёрном море.

- 1982—1992 — рейсы на НИС «Витязь» в Чёрном, Средиземном морях и на шельфе Атлантического океана.
- 1986 — спасательные операции на затонувшем в 1986 году пароходе «Адмирал Нахимов».
- 1994 — исследование пролива Гибралтар

21 июля 1980 года во время 105-го погружения для отбора с грунта геологических образцов, на глубине 340 метров «Аргус» зацепился за подводный кабель. Спасательная операция продолжалась более суток. Аппарат прекрасно выдержал испытание. Особенно хорошо показала себя система жизнеобеспечения: 3 учёных провели в нём 44 часа 25 минут, теплозащита не дала внутренней температуре упасть ниже 17° С.
На ПОА «Аргус» удалось выполнить более 700 погружений.

### Учёные, работавшие на «Аргусе»
- Айбулатов, Николай Александрович